# Referer spam
Le referer spam est une technique de référencement abusif (une technique répréhensible d'optimisation pour les moteurs de recherche).
Cette technique consiste à envoyer des requêtes automatiques vers un site en utilisant comme adresse de référent l'adresse d'un site à promouvoir. Lorsque les sites visés publient la liste des sites qui leur ont envoyé des requêtes, ils publicisent involontairement les sites que le fraudeur voulait promouvoir. Lorsque les moteurs de recherche parcourent ces listes, ils améliorent le positionnement des sites promus dans les résultats de leurs recherches en fonction du nombre de liens vers ces sites, car ils ne peuvent savoir que les liens proviennent de requêtes automatiques.

## Protections possibles
Il arrive que ce type de spam mette hors ligne le site qu'il vise. En effet, certains sites reçoivent des milliers de requêtes en même temps lors de ce genre d'attaque ce qui a pour effet de rendre inaccessible leur site. Le meilleur moyen pour se protéger de ce genre d'attaque est de récupérer les logs de l'attaque, d'isoler les sites référents et de les bannir via un fichier .htaccess à la racine du site. Il est également possible de bloquer ce type d'attaque directement depuis l'outil d'analyse comme Google Analytics en créant des filtres et des segments personnalisés.

## Source
- (en) Cet article est partiellement ou en totalité issu de l’article de Wikipédia en anglais intitulé « Referer spam » (voir la liste des auteurs).